# Paganicons
Paganicons é o EP de estreia da banda pós-hardcore Saccharine Trust, lançado em 10 de dezembro de 1981 pela SST.

## Gravação
Inspirado por Minutemen, Saccharine Trust desejava fazer um álbum que experimentasse diferentes formas de rock. O guitarrista Joe Baiza considerou a música "um projeto de arte conceitual".

## Arte de capa
Joe Baiza inicialmente enviou a arte para a compilação Cracks in the Sidewalk da New Alliance Records, mas foi rejeitada por Mike Watt, então Baiza a usou para Paganicons.

## Liberação e recepção
Em Journals, Kurt Cobain do Nirvana classificou Paganicons como seu nono disco favorito. O crítico da Allmusic John Dougan foi menos entusiasmado, criticando o desempenho do vocalista Jack Brewer como "especialmente irritante e pretensioso", embora tenha escrito que "há indicações de que há uma banda interessante aqui, especialmente na guitarra abrasiva de Joe Baiza."

## Lista de músicas
Todas as musicas compostas por Joe Baiza e Jack Brewer.
| Lado A |                   |         |  |
| N.º    | Título            | Duração |  |
| 1.     | "I Have..."       | 1:56    |  |
| 2.     | "Community Lie"   | 1:25    |  |
| 3.     | "Effort to Waste" | 2:26    |  |
| 4.     | "Mad at the Co."  | 0:36    |  |
| 5.     | "I Am Right"      | 2:21    |  |

| Lado B |                         |         |  |
| N.º    | Título                  | Duração |  |
| 1.     | "We Don't Need Freedom" | 1:26    |  |
| 2.     | "Success and Failure"   | 1:28    |  |
| 3.     | "A Human Certainty"     | 5:10    |  |

## Pessoal
| Saccharine Trust - Joe Baiza – guitar - Jack Brewer – vocals - Rob Holzman – drums - Earl Liberty – bass guitar | Additional musicians and production - Jasper Jackson – photography - Raymond Pettibon – illustrations - Saccharine Trust – production - Spot – production, engineering - Mike Watt – production |